# Academia Militar de las Agujas Negras
La Academia Militar das Agulhas Negras (en español: Academia Militar de las Agujas Negras) es la principal escuela de formación de los oficiales combatientes del Ejército de Tierra de Brasil. Localizada en la ciudad de Resende, Estado de Río de Janeiro.
Se trata de la única escuela formadora de oficiales de carrera de las Armas de Infantería, Caballería, Artillería, Ingeniería, Transmisiones, Materiales Bélicos e Intendencia del Ejército Brasileño.
Para ingresar en la Academia, es necesario superar una oposición para la Escuela Preparatoria de Cadetes del Ejército(EsPCEx). En esa escuela, con el título de alumno, los jóvenes militares realizan un curso de un año. Los oriundos de la EsPCEx tienen entre 17 y 22 años de edad. Luego, siguen para la Academia, donde hacen su formación militar en más 4 años.

## Historia

### Antecedentes
A finales del siglo XVIII, concretamente en 1790, la reina D. Maria I de Portugal instituyó en Lisboa la Academia Real de Fortifición, Artillería y Diseño. Dos años más tarde, autorizó la implantación en la ciudad de Río de Janeiro, entonces la capital de Brasil, de una institución en los mismos moldes: la "Real Academia de Artillería, Fortifición y Diseño".
Durante el Traslado de la corte portuguesa a Brasil en 1808, la institución ha sido sucedida por la "Real Academia Militar" de Río de Janeiro, creada por Príncipe-regente en 1810. Su primer comandante fue el Teniente General Carlos Antônio Napion.

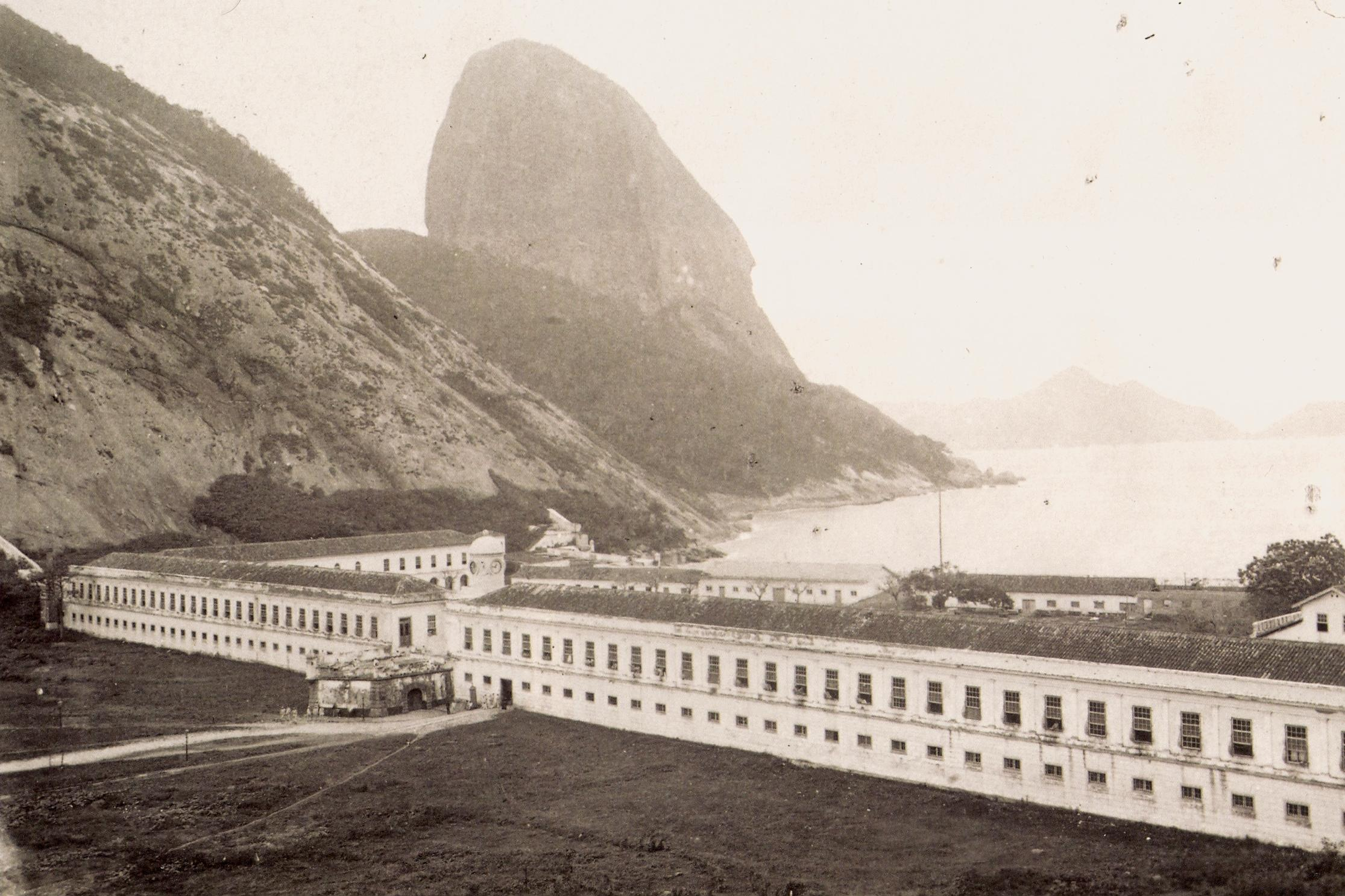
Escuela Militar de la Playa Roja (Foto de Eduardo Bezerra, 1888.)

Después de la Independencia de Brasil (1822), la Academia pasó a ser denominada "Imperial Academia Militar". En 1832, su nombre cambió una vez más, a "Academia Militar de la Corte". En 1840, fue llamada "Escuela Militar", a partir de 1858 "Escuela Central", habiendo sido transferidas las instalaciones del Fuerte de la Playa Vermelha.
Los ingenieros formados en la Escuela Central eran civiles y militares, por el hecho de ser la única escuela de Ingeniería en el país. En 1874, la Escuela Central cambió a la Secretaria del Imperio pasando a formar exclusivamente ingenieros civiles. La formación de los oficiales de Ingeniería y de Artillería continuó en la Escuela Militar de la Playa Roja hasta el 1904, cuando fue transferida al barrio de Realengo. Los oficiales de Infantería y de Caballería pasaron a ser formados en la Escuela de Guerra, en Porto Alegre, estado del Rio Grande do Sul.
En 1913, con el objetivo de unificar todas las escuelas de Guerra y de Aplicación, se creó la "Escuela Militar de Realengo", en Río de Janeiro, que formó los oficiales del Ejército de Tierra de Brasil por unos cuarenta años.

### Mudanza para Resende
Vista la necesidad de perfeccionar la formación de oficiales para un ejército en crecimiento y que se tornaba operacional, se creó en Resende, en enero de 1944, la "Escuela Militar de Rezende". En aquel tiempo, hubo también la intención de alejar la juventud militar de la efervescencia política de la capital del país, que aún era el Río de Janeiro. Su ideólogo fue el Mariscal José Pessoa Cavalcanti de Albuquerque. En 1951, la institución pasó a llamarse Academia Militar de las Agujas Negras.

## La Academia Militar de las Agujas Negras en los días de hoy

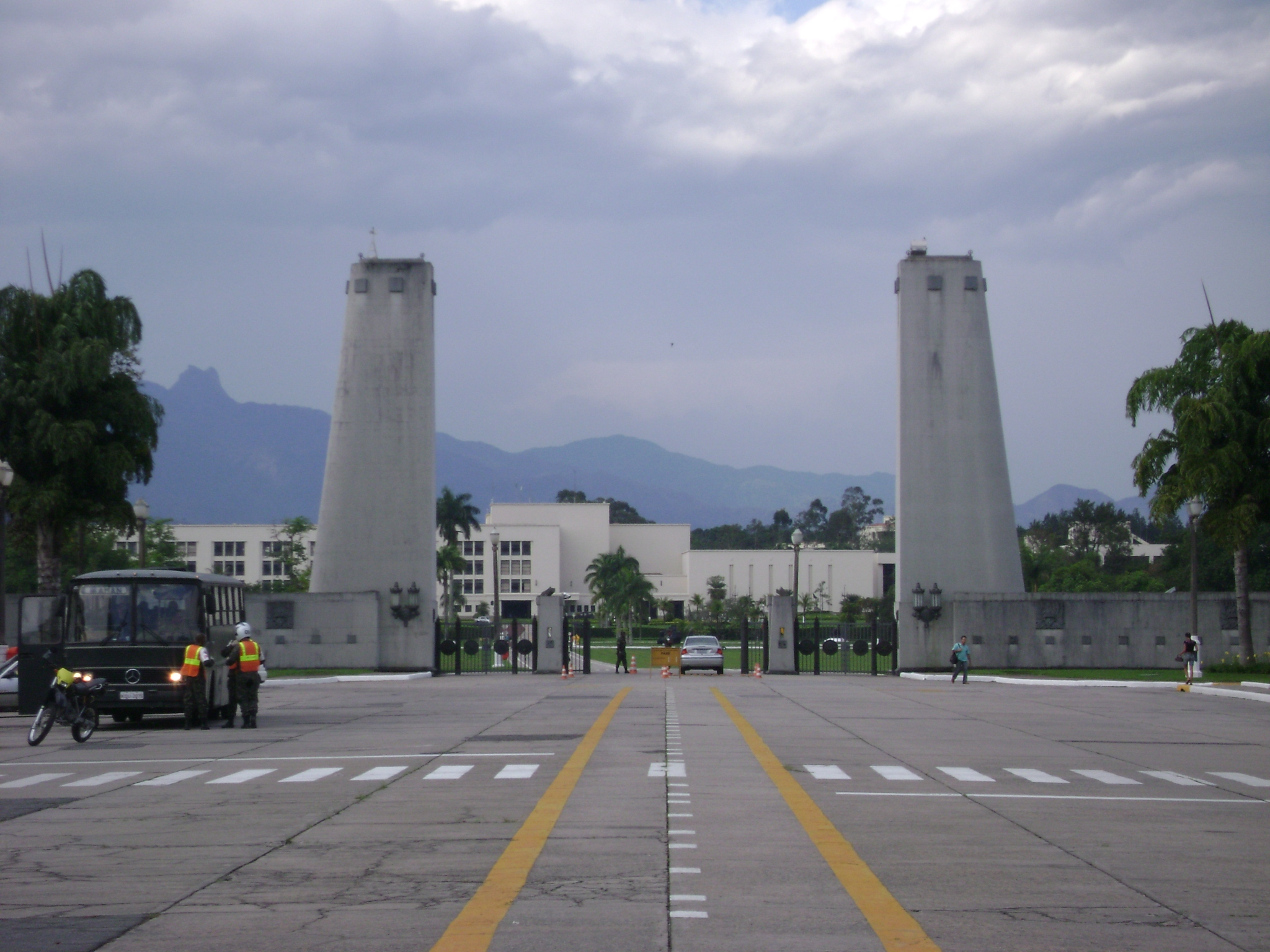
AMAN - Portón Monumental

La Academia Militar de las Agujas Negras ocupa una área total de 67 kilómetros cuadrados. Posee varios conjuntos construidos, destacándose el Conjunto Principal (CP1/CP2) - donde hay dos plazas de armas, el Patio Teniente Moura (PTM) y el Patio Mariscal Mascarenhas de Moraes (P3M), además del Estado Mayor, comedores, alojamientos de cadetes y el Teatro Académico (TA). El Conjunto Principal ha sido ampliado en 1988, dentro del proyecto Fuerza Terrestre/90, del entonces Ministro del Ejército, General Leônidas Pires Gonçalves, que ha duplicado sus dimensiones. El actual comandante, desde abril de 2013, es el General Tomás Miguel Miné Ribeiro Paiva.
Cerca del Conjunto Principal, la AMAN possue la Sección de Educación Física, la Sección de Equitación, el Polígono de Tiro y los Parques de Instrucción de los diferentes cursos. 
La Academia utiliza el sistema de mantener los cadetes internos, los cuales solo pueden salir en fines de semana y vacaciones.
El Portón Monumental es un cartón postal de la Academia, contra la Sierra de la Mantiqueira, donde está localizado el Cerro Agulhas Negras, con una altitud de 2.792 metros arriba del nivel del mar.

## Estructura
El Cuerpo de Cadetes es constituido por un Coronel Comandante, un Segundo Comandante, un Estado Mayor y por los Cursos y Secciones de Instrucción, compuestos por oficiales y cadetes con diferentes misiones y características.
Los cursos son responsables por la formación de los futuros oficiales en las diferentes Armas:
- Curso de Infantería,
- Curso de Caballería,
- Curso de Artillería,
- Curso de Ingeniería,
- Curso de Intendencia,
- Curso de Transmisiones, y
- Curso de Material Bélico.

Las cinco secciones del Cuerpo de Cadetes complementan la formación militar del cadete, actuando en el desarrollo de atributos de las áreas cognitiva, psicomotora y afectiva:
- Sección de Educación física (SEF), responsable por planear, conducir y orientar el Entrenamiento Físico Militar;
- Sección de Equitación, responsable por las instrucciones de Hipismo;
- Sección de Instrucción Especial (SIEsp), destinada a la conducción de los estagios de instrucción especial;
- Sección de Tiro (STir), responsable por las instrucciones de tiro de fusil y de pistola;
- Sección de Doctrina y Liderazgo (SDL), cuya misión es perfeccionar la capacidad de liderazgo de los cadetes.